# Gammelnordiska kalendern
Gammalnordiska  kalendern var den kalender som användes av nordbor innan den julianska kalendern togs i bruk. Den julianska kalendern började användas redan på medeltiden, men bland allmogen behölls de gamla månadsnamnen fram till 1800-talet.
Den gammalnordiska kalendern hade ett sommarhalvår från Tiburtiusdagen den 14 april och ett vinterhalvår från Calixtusdagen den 14 oktober.

## Månadsnamn
| Moderna   | Svenska                    | Norska              | Danska      | Isländska    | Finska                       |
| --------- | -------------------------- | ------------------- | ----------- | ------------ | ---------------------------- |
| januari   | torsmånad                  | torre               | glugmåned   | þorri        | tammikuu                     |
| februari  | göjemånad, gya             | gjø                 | blidemåned  | góa          | helmikuu (pärlemånaden)      |
| mars      | vårmånad/ugglemånad        | gressmåned/vårmåned | tordmåned   | einmánuður   | maaliskuu («tömånaden»)      |
| april     | gräsmånad/grödemånad       | ?                   | fåremåned   | harpa        | huhtikuu («fältmånaden»)     |
| maj       | blomstermånad/lövmånad     | ?                   | majmåned    | skerpla      | toukokuu («sädmånaden»)      |
| juni      | sommarmånad/midsommarmånad | sommermåned         | skærsommer  | sólmánuður   | kesäkuu (sommarmånaden)      |
| juli      | hömånad/ormmånad           | høymåned            | ormemåned   | heyannir     | heinäkuu (hömånaden)         |
| augusti   | skördemånad/rötmånad       | kornskurdemåned     | høstmåned   | tvímánuður   | elokuu (skördemånaden)       |
| september | höstmånad                  | haustmåned          | fiskemåned  | haustmánuður | syyskuu (höstmånad)          |
| oktober   | slaktmånad                 | slaktemåned         | sædemåned   | gormánuður   | lokakuu («smutsmånaden»)     |
| november  | vintermånad                | vintermåned         | slagtemåned | ýlir         | marraskuu («de dödas månad») |
| december  | julmånad/kristmånad        | julemåned           | kristmåned  | mörsugur     | joulukuu (julmånaden)        |